# Galfingue
Galfingue je občina v departmaju Haut-Rhin francoske regije Alzacija.
Leta 2012 je v občini živelo 792 oseb oz. 148 oseb/km².